# 洗布埤
洗布埤位於臺灣臺南市六甲區，為行政院農業委員會農田水利署嘉南管理處所轄屬的小型農業灌溉水庫，該水庫目前已列入內政部營建署城鄉發展分署的國家重要濕地保育計畫中，屬於嘉南埤圳重要濕地的其中一座農用埤塘，為嘉南平原許多遷移性鳥類與移動力較弱的兩棲類，提供生態跳島與避難所的功能。

## 沿革
洗布埤為臺南市六甲七里的重要調節水塘之一，位於六甲區果毅里市道165號橫跨於埤塘之間，於臺灣日治時期的1930年代由當地居民興築土堤形成今日之蓄水農塘，當地相傳洗布埤為一座龜山穴地的中心點，無論有多少雨水，埤塘中間的土丘都不會被淹沒。
其名稱由來有兩種說法，其一為早期六甲區當地人的染坊會利用該農塘清洗布料而得名，另一說法為此埤塘遍布水生植物蓮蓬草，而得名為「小蓬埤」，後再以閩南語音譯為「洗布埤」而得名。
第二次世界大戰戰後該埤塘由嘉南農田水利會管轄，目前由行政院農業委員會農田水利署嘉南管理處管轄。2019年3月21日起由內政部營建署城鄉發展分署公告劃定國家及嘉南埤圳重要濕地，其中便包含洗布埤在內的多座嘉南平原農塘。

## 生態環境
洗布埤水源來自急水溪，蓄水面積約20公頃，並透過草地溝與鄰近的德元埤水庫串聯調度使用，其植物分布上包含蓼科、柳葉菜科、玄參科、禾本科及蓮科等挺水性或位於水域交界處的植物，另外巴拉草為當地主要強勢植物物種。
動物分布上，珍稀物種包含遊隼、紅尾伯勞、燕鴴、雉尾水雉、彩鷸、黑翅鳶、黑鳶、大冠鷲、領角鴞、朱鸝、八哥、鳳頭蒼鷹、魚鷹、臺北赤蛙，以及臺灣特有種的大彎嘴、小彎嘴與五色鳥等。